# Richtingshoek

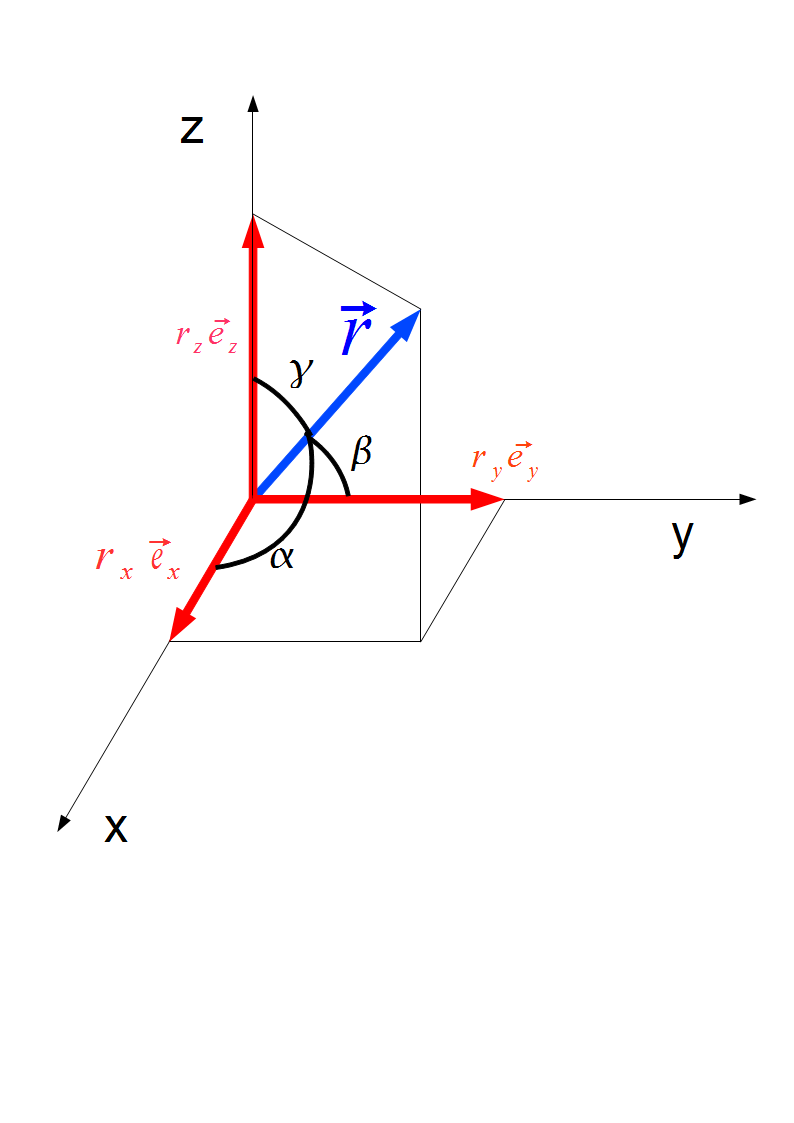
ɑ, β en γ zijn de hoeken met de assen.

Richtingshoeken zijn de hoeken die een vector maakt met de coördinaatassen. Ze bepalen dus volledig de richting van de vector in het betrokken assenstelsel. 
De richtingshoeken worden meestal aangeduid met de Griekse letters α, β en γ.  Die hoeken worden gemakkelijkst getekend via een vector door de oorsprong, bij het verschuiven van een vector naar de oorsprong wordt toch de richting behouden. De cosinussen van de richtingshoeken zijn de richtingscosinussen van de vector. 
Een belangrijke eigenschap is dat de som van de kwadraten van de richtingscosinussen 1 is.
{\displaystyle \cos ^{2}\alpha +\cos ^{2}\beta +\cos ^{2}\gamma =1}
De richtingscosinussen kunnen berekend worden uit de kentallen van de vector. Als de vector wordt voorgesteld door 
{\displaystyle (a,b,c)},
dus met kentallen {\displaystyle a,b} en {\displaystyle c},
en 
{\displaystyle r={\sqrt {a^{2}+b^{2}+c^{2}}}},
dan geldt voor de richtingscosinussen
{\displaystyle \cos \alpha ={\frac {a}{r}},\quad \cos \beta ={\frac {b}{r}},\quad \cos \gamma ={\frac {c}{r}}}